# Milton Becerra
Pour les articles homonymes, voir Becerra.
 (août 2015).
 (juillet 2014).
Si vous disposez d'ouvrages ou d'articles de référence ou si vous connaissez des sites web de qualité traitant du thème abordé ici, merci de compléter l'article en donnant les références utiles à sa vérifiabilité et en les liant à la section « Notes et références ».

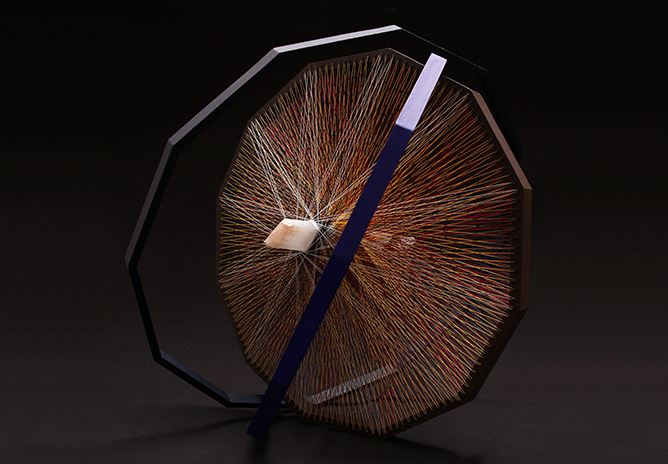
Hexagono 3D - Giratorio - Paris 2013

Milton Becerra, né en 1951 dans l'État de Táchira au Venezuela, est un plasticien d'Art contemporain vénézuélien.

## Biographie
Milton Becerra a étudié à l’école des Beaux-Arts de Caracas où il obtient son diplôme en 1972 (promotion Jésus Soto). De 1973 à 1980, il sera assistant-collaborateur dans les ateliers des grands maîtres Carlos Cruz-Diez et Jésus Soto.
Vers 1972-1973, l’artiste mène à bien une recherche pour une série intitulée « Volúmenes vibro-hexagonales » (Volumes Vibro-hexagonaux) inspirée par les tendances de l’Art concret, du Néoplasticisme, du Cinétisme, de l’Art génératif et du Op art. Sa première exposition individuelle, « Volúmenes vibro-hexagonales » a lieu à Ateneo de Caracas, accompagnée d’une ambiance sonore. Elle lui vaudra le prix de la troisième Exposition nationale des Jeunes Artistes.
Il applique ensuite cette recherche au développement de formes irrégulières qu’il intitulera « Hexagonometrías » (Hexagonométries), basées sur la disposition de différents modules dans l’espace à partir de la théorie du « cube blanc » de Kasimir Malevitch et des concepts philosophiques de Ludwig Wittgenstein dans son «Tractatus Logico-philosophicus». Il mène également des recherches sur la couleur, le comportement de celle-ci dans l’espace, et sur la fragmentation des formes à travers les gammes chromatiques.
En 1976, « Módulos Programados » (Modules programmés), sa deuxième exposition individuelle, se tient dans la salle annexe du Musée d’Art Contemporain de Caracas.
L’historien d’art vénézuélien Alfredo Boulton (1908-1995) écrivit alors ceci à propos des œuvres issues de ces travaux : « Les œuvres de Milton Becerra se caractérisent par l’intérêt que porte l’artiste aux volumes et aux structures solides enrichies de très subtiles touches chromatiques. Ainsi, nous nous retrouvons à la fois devant un objet massif, léger et fragile ».
La nature et l’immense héritage des peuples indigènes du Venezuela étant au cœur de ses préoccupations, Milton Becerra a ainsi été en mesure, dans sa première exposition solo, de fusionner les traditions des cultures primitives vénézuéliennes avec la modernité des tendances artistiques de l'époque. Milton Becerra n’opère pas de discrimination entre les différents aspects esthétiques, mais au contraire les fait coexister, transcendant l'harmonie artistique et les ressources visuelles des cultures primitives avec l'abstraction géométrique et le mouvement cinétique artistique vénézuélien, pertinent à cette l'époque. Milton Becerra devint ainsi un pionnier du land art au Venezuela dans les années 1970.

## Land art
Trois ans plus tard Milton Becerra présente son travail « Módulos Programados » au Musée d'art contemporain de Caracas, dans lequel il exprime son intérêt pour les interventions dans la nature. C’est dans ce contexte que, dans les années 1970, les premiers travaux de Milton Becerra entrent en scène dans divers lieux : zones suburbaines de Caracas -frontières floues entre ville et forêt, hauts pâturages, cours d'eau, dernières maisons à la sortie de la ville, la Colonia Tovar, ou encore le barrage Mariposa.
Ces interventions devinrent plus tard des séries photographiques qui constituent -au-delà de la photographie, sa première approche plastique et poétique et sa vision de la nature et de la terre en tant que sacré, propice à des expériences mystiques et emplies de la mémoire culturelle  des peuples réduits au silence ou disparus.
Ce point de départ établira durablement le contexte de des œuvres d'art de l’artiste. Milton Becerra est considéré comme l'un des fondateurs du land art au Venezuela.

## Eco-Art
Milton Becerra, soucieux d’écologie, a réalisé à ce stade des œuvres  tels « Cobijas para la hierba » (Couvertures pour les prairies) dans un quartier résidentiel de Caracas (Lomas de Prados del Este) et « Análisis de un Proceso en el Tiempo » (Analyse d'un processus dans le temps),  Longaray El Valle, où il dénonce les effets néfastes de la pollution et de la dégradation de l’environnement. Dans les années 1980, Milton Becerra s’installe à Paris et donne une nouvelle perspective à son art, basée sur ses multiples recherches et sa perception des coutumes de l'ethnie amazonienne Yanomami. C’est alors que les motifs et matières habituels de l’artiste, imprégnés de modernité, prennent un virage qui conduira au développement de ses fameuses Art in situ, universellement reconnues.
Le mélange de fibres et d’étoffes avec d'autres éléments organiques comme les pierres, a amené l’artiste à développer des séries comme « Chin-cho-rro » (1995), « Gotas » (Gouttes, 1990) et « Nidos » (Nids, 1995). Dans chacune de ces œuvres, l’artiste recourt à un concept, puis il l'interprète et le nourrit avec des formes géométriques et abstractionnistes, dans lesquels l’oscillement léger de corps inertes défie les lois de la gravité et crée une œuvre artistique formidable. L'installation « Chin-cho-rro »  au Musée d’Art Contemporain à San José (Costa Rica) en 1995 a non seulement montré au public l'interprétation de l’artiste des hamacs traditionnellement utilisés par les indigènes, mais les a également posés sur des pierres, figurant les corps rigides de ces hommes et femmes morts de la peste endémique Xawara et dont les lits funéraires étaient ces toiles pendulaires.
C’est la raison pour laquelle il se fait appeler «artiste écologiste» et, en vertu de ses origines et de son attachement à sa terre, « artiste indigène ». Pour l’artiste, la terre est sacrée et il ne s’adresse pas à elle seulement avec le mental, mais aussi avec les mains et le cœur. Dans son travail, connaissance, spiritualité intellect, raison, passion, s’unissent tout simplement, sans nécessité d’autres discours.
Milton Becerra connaît bien le chemin qu'il a emprunté en tant qu'artiste, et reconnaît fièrement qu'il porte l'art vénézuélien sous toutes les latitudes. Il est impossible pour lui de ne pas ressentir de l’attachement pour son pays, plus particulièrement son Amazonie bien-aimée, au travers de chaque nouvelle œuvre. Milton Becerra a été invité par Alfons Hug, coordinateur de l'exposition collective « Art Amazon », organisée par l'Institut Goethe au Brésil lors de la première Conférence des Nations unies sur l'Environnement et le Développement (Sommet de la Terre) en 1992 au Musée d'Art moderne de Rio de Janeiro. Pour cette exposition il se concentre plus particulièrement sur le fleuve Orénoque supérieur, la Réserve fédérale amazonienne, le territoire Yanomami, et se plonge dans une expérimentation -tel un atelier anthropologique-  développant le thème « Xawara Yanomami - XXIe siècle ». Entre 1992 et 1994, cette observation a été présentée au Musée d'Art à Brasilia (Brésil), et en Allemagne : Ludwig Museum of Art Forum international à Aix-la-Chapelle, Technische Sammlungen à Dresde, et Statliche Kunsthalle, à Berlin.

## Œuvres monumentales permanentes

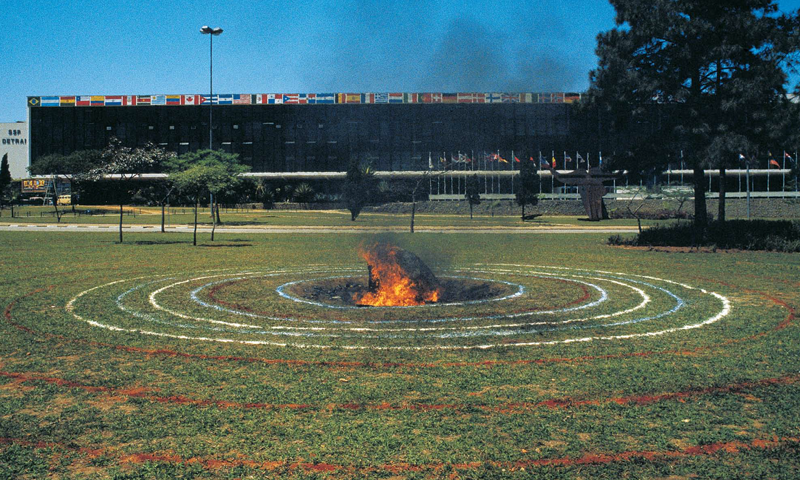
Météorite, Parc Ibirapuera, XVIII Biennale de Sao Paulo, Brésil (1985). photo Milton Becerra

- Tepú-mereme, Musée de Pontevedra, Galicia Espagne (1996)
- Esfera pre-colombina, Musée d’Art contemporain et Design, San José, Costa Rica (1995)
- Nointel Lotus, Château Nointel, France (1994)
- Oro, Doble Espiral, Kistermann family, Aix-la-Chapelle, Allemagne (1994)
- Dorado constellation, Musée Rohrbach Zement, Dotterhausen, Allemagne (1991)
- O, Noa-Noa Fondation, Caracas, Venezuela (1990)
- O, Die Stimme in der Kunst Klinikverwartung, Bad-Rappenau, Allemagne (1989)
- Météorite, Parc Ibirapuera, XVIII Biennale de Sao Paulo, Brésil (1985)
- Homenaje a la constelación del águila et Las cinco águilas blancas, Musée Mariano Picon Salas, Parc Albarregas, Merida, Venezuela (1985).

## Distinctions

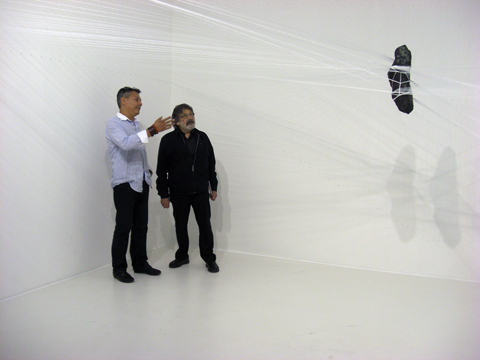
Milton Becerra et Carlos Cruz Diez - Londres 2010

- Prix Omar Carreño en Art conceptuel, Collège d’ Architectes du Venezuela, (2014)
- Prix AICA à la projection International, Venezuela 2008;
- Mention d’Honneur EST92, Tijuana, Mexique (1998)
- Distinction au Salon d’Art, 50e anniversaire de la Banque Centrale du Venezuela, Caracas. (1990)
- Premier prix d’art éphémère II Biennale de Guayana Musée Jésus Soto, Ciudad Bolívar, Venezuela (1989)
- Prix et acquisition «O» Klinikverwartung, Bad Rappenau, Allemagne (1989)
- Deuxième prix de la III Biennale de Sculpture, Musée Francisco Narvaez, Porlamar, Venezuela (1986)
- Premier prix de la II Biennale de Sculpture Musée Francisco Narvaez, Porlamar, Venezuela (1984)
- Prix du Salon des Jeunes Artistes, Casa Guipuzcoana, La Guaira, Venezuela (1983)
- Prix Bourse d’études à Paris, de la Fondation Mariscal Ayacucho, Venezuela (1980)
- Prix et acquisition au Ive Salon d’Art National des Jeunes Artistes, INCIBA, Caracas, Venezuela (1975)
- Premier Prix au IIIe Salon d’Art des Jeunes Artistes, Galerie La Rinconada, Caracas, Venezuela (1973)

## Monographie
- Susana Benko, Éducation artistique, Édition Larense, Venezuela (2009)
- “Analyse d’un processus dans le temps”, Fondation Culturel Chacao, Caracas, Venezuela (2007)
- Christine Frérot “Art Contemporain d’Amérique Latine 1990-2005” Édition Le Harmattan, (2005)
- Juan Carlos Palenzuela “Sculpture en Venezuela 1960 – 2002” Citibank, Caracas, Venezuela (2002)
- Paco Barragán “L’Art qui vient” Éditions Grupo Subastas XXI, Madrid, Espagne (2002)
- Ivonne Pini “Fragments de mémoire les artistes Latino-Américain pensent depuis” Édition Uniandes, Bogotá (2001)
- René Derouin “Pour une Culture du Territoire” Éditions l’Hexagone, Québec, Canada (2001)
- Juan Carlos Palenzuela “Idées sur l’visible” Édition dans les soins de l’autor, Caracas, Venezuela (2000)
- Enrique Viloria Vera “Milton Becerra-Les Sources” Éditions Pavilo, Caracas, Venezuela (1999)
- Vision de l’Art latino-américaine dans les années 1980, UNESCO, Lima, Pérou (1994)
- Alfredo Boulton “Histoire de la Peinture au Venezuela” Édition Armitano, Caracas, Venezuela (1979)
- Roberto Guevara “L'Art pour un nouveau barème” Édition Lagoven, Caracas, Venezuela (1979)
- Jorge Glusberg “Jeune Génération” Argentine (1976)

## Publications

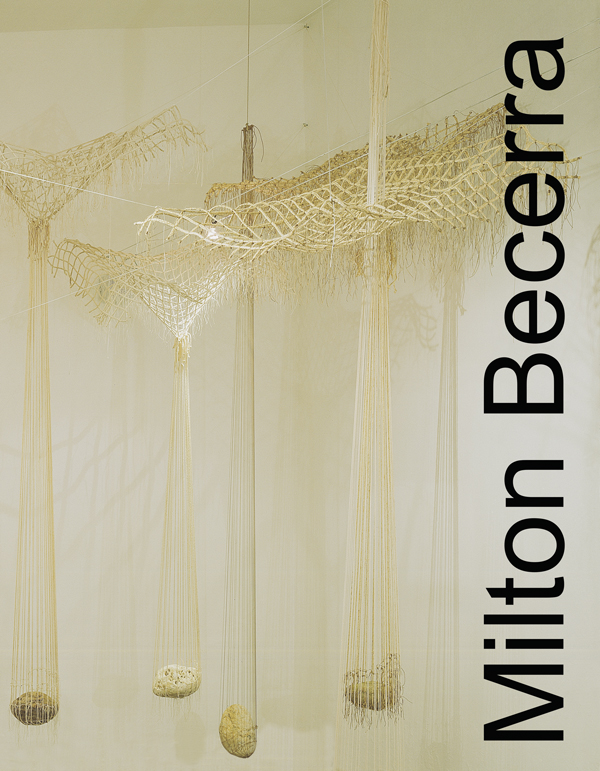
Livre Analyse d'un processus dans le temps - Milton Becerra

- Maria Elena Ramos “El Nomada Recolector” review Arte Naturaleza Lagoven, Caracas, Venezuela (1982)
- Arte Plural, review P/87, Caracas, Venezuela (1983)
- Christian Chambert, Konstuetenskaplis P/ 38-39 review Bulletin, Switzerland (1984)
- Gustavo Guerrero “Memoria Arcaica” review Criticart, Caracas, Venezuela (1986)
- Susana Benko, “Pasión y Desmesura en el Arte” review Imagen, Caracas, Venezuela (1986)
- François Julien “Artmania” review L’Officiel hommes, Paris, France (1990)
- Alvaro Medina, “Rocks Roped Together Geometry Unhampered” Art Nexus N°8, Bogota, Colombia (1990)
- Antonio Rodríguez, “And the Voice of Man” review Art Nexus N°8, Bogota, Colombia (1990)
- Berta Sichel, “The New Past” review Atlántica N°6, Las Palmas, Gran Canarias (1994)
- Reynaldo Roels Jr, “Art Amazons” review Humboldt N°112, Bonn, Germany (1994)
- Luis A Duque, “Viaje a la semilla” review Estilo N°26, Caracas, Venezuela (1994)
- Alicia Mocci, “Fabulator of Space” review Viasar N°23, Caracas, Venezuela (1994)
- Maria Luz Cardenas, “Milton Becerra” review Art Nexus N°20, Bogota, Colombia (1996)
- Luis A Duque, “Project la caza del Jaguar” review Estilo N°29, Caracas, Venezuela (1996)
- Susana Benko, “Milton Becerra – Identidad” review Art Nexus N°27, Bogota, Colombia (1998)
- BIT review OIT International Labor Office sectorielles primer edition, Geneva, Switzerland (1999)
- Juan Carlos Palenzuela, “Milton Becerra Gallery IUFM Confluences” review Art Nexus N°37 Colombia (2000)
- Carlos Acero Ruiz, “El Mundo Magic de Milton Becerra” review Arts N°3, St. Domingo, R. Dominican (2002)
- Antonio Zaya, Portfolio, review Atlántica, Las Palmas, Gran Canarias (2003)
- Christine Frérot “Homenaje a Pierre Restany” Teissèdre Gallery, review Art Nexus N°51, Bogota, Colombia (2004)
- Amalia Capoto, “Milton becerra Lost Paradise” review Arte al dia N°102, Miami, USA (2004)
- Marina D. Whitman, “Milton Becerra” Surface Design review V/29 N°1 P/50-51, Miami, USA (2004)
- Lorenzo Davalos “Silente perplejidad” review GP N°8 P/ Art, Caracas, Venezuela (2007)
- Patricia Avena Navarro, “Arquelogia de lo visible e invisible” review Arte al dia N°138, Miami, USA (2012)
- Gladys Yunes Yunes, “Milton Becerra. Cara y sello” review Art Nexus N°95, Miami, USA (2014)